# Sayornis phoebe
El mosquero fibí (Sayornis phoebe),  también conocido como papamoscas fibí (en México), bobito americano (en Cuba)  o papamoscas sombrío, es una especie de ave paseriforme de la familia Tyrannidae, , una de las tres pertenecientes al género Sayornis.  Cría en el norte y centro este de América del Norte y migra hacia el sur de Estados Unidos y este de México en los inviernos boreales.

## Distribución y hábitat
Su área de cría se extiende desde el noroeste de Canadá (desde el extremo este de Yukón, este de Columbia Británica y sur de Territorios del Noroeste hasta las Provincias marítimas de Canadá y por toda la mitad oriental de los Estados Unidos, donde es residente todo el año en la parte sur; es un ave migratoria, su área de invernada incluye el sur de Estados Unidos y el este de México (al sur hasta el centro de Veracruz, al oeste hasta Chihuahua, Jalisco y norte de Oaxaca. También puede ser encontrado ocasionalmente en Cuba y Bahamas y un registro histórico en Gran Bretaña.
Esta especie es muy común y se adapta rápidamente a estructuras humanas como substitutas a sus locales de nidificación. Su hábitat parece estar determinado más por la disponibilidad de sitios de nidificación que por otras preferencias. Se le conoce por ser un ave de bosques y bordes de bosque vecinos a aguas, pero tales ambientes a menudo coexisten con sitios de cría como puentes, edificios, alcantarillas y áreas rocosas. Sin embargo, sea cual sea el local del nido, requieren alguna vegetación boscosa a pocos metros, cuanto más extensa mejor.
Hay pocos datos sobre los ambientes que ocupa durante la invernada, pero las observaciones sugieren hábitats de bosques caducifolios, principalmente en los bordes; evita el dosel más cerrado y los bosques maduros y prefiere ambiente más abiertos.

## Sistemática

### Descripción original
La especie S. phoebe fue descrita por primera vez por el naturalista británico John Latham en 1790 bajo el nombre científico Muscicapa phoebe; su localidad tipo es: «Norteamérica, Nueva York.

### Etimología
El nombre genérico masculino «Sayornis» proviene del nombre específico Muscicapa saya (cuyo epíteto conmemora al entomólogo estadounidense Thomas Say (1787-1834) y se compone con la palabra del griego «ornis, ornithos» que significa ‘ave’; y el nombre de la especie «phoebe», es un nombre aliterativo dado por Latham en la descripción (Phoebe Flycatcher). «Phoebe», en la mitología griega es un nombre de la diosa Diana.

### Taxonomía
La presente especie y Sayornis nigricans son especies hermanas y han expandido sus áreas de distribución. Se registran aparentes híbridos entre las mismas. Es monotípica.

## Galería

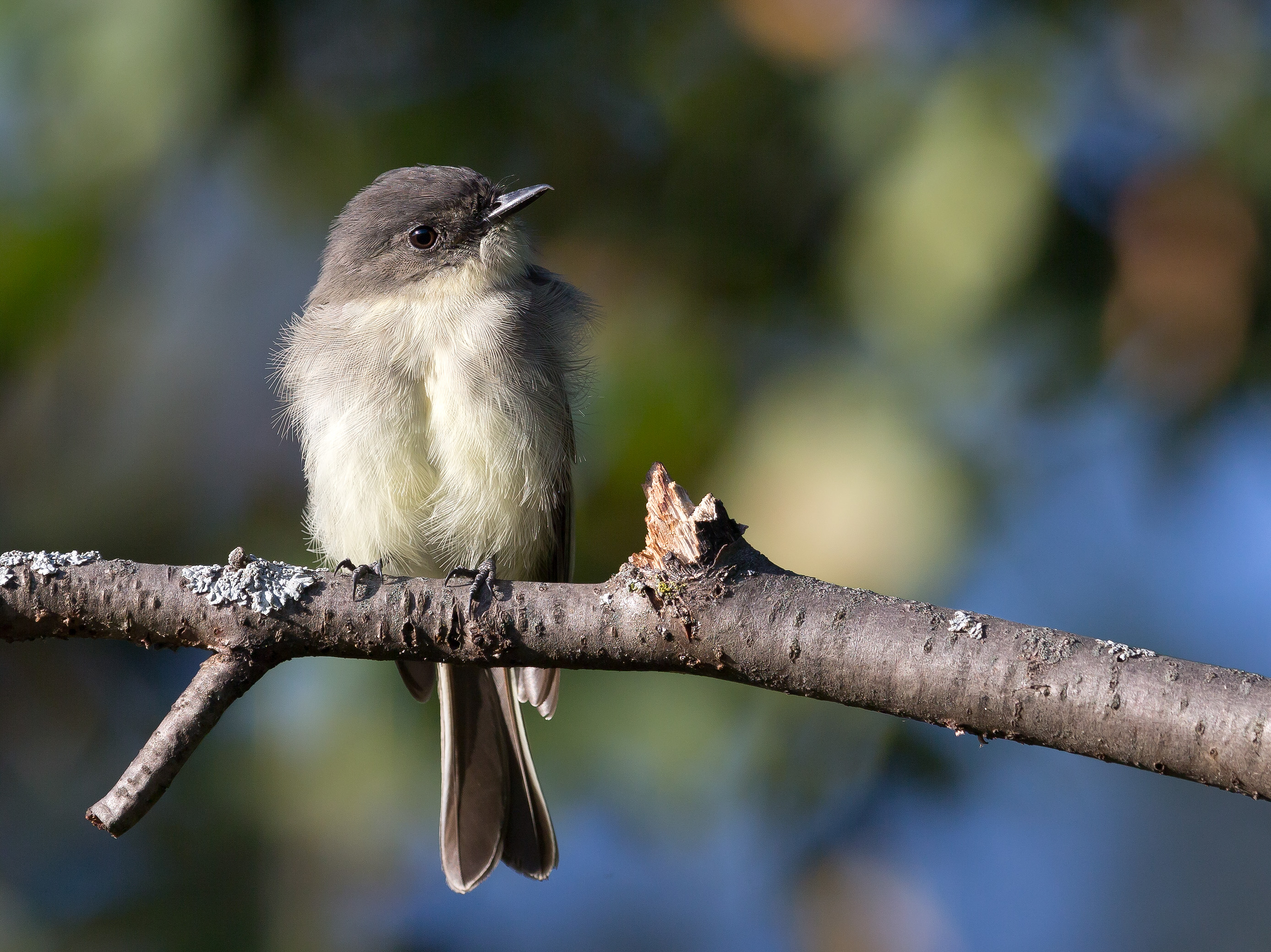
Fotografía tomada en Madison, Wisconsin
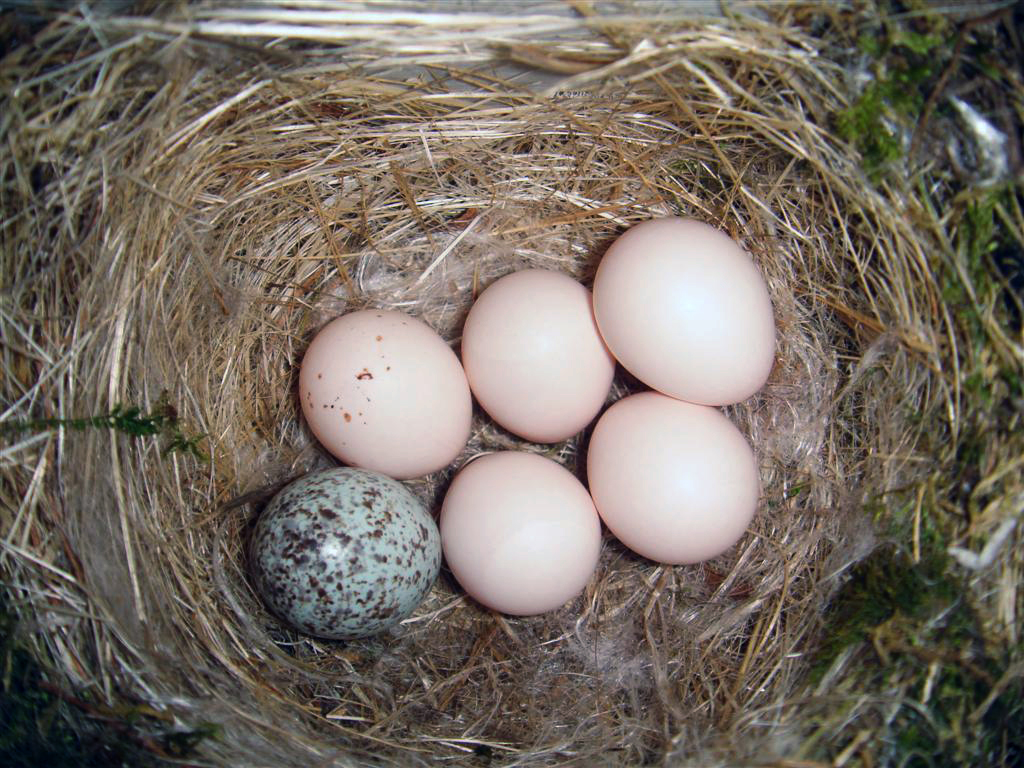
Nido con un huevo de tordo cabecicafé (Molothrus ater)
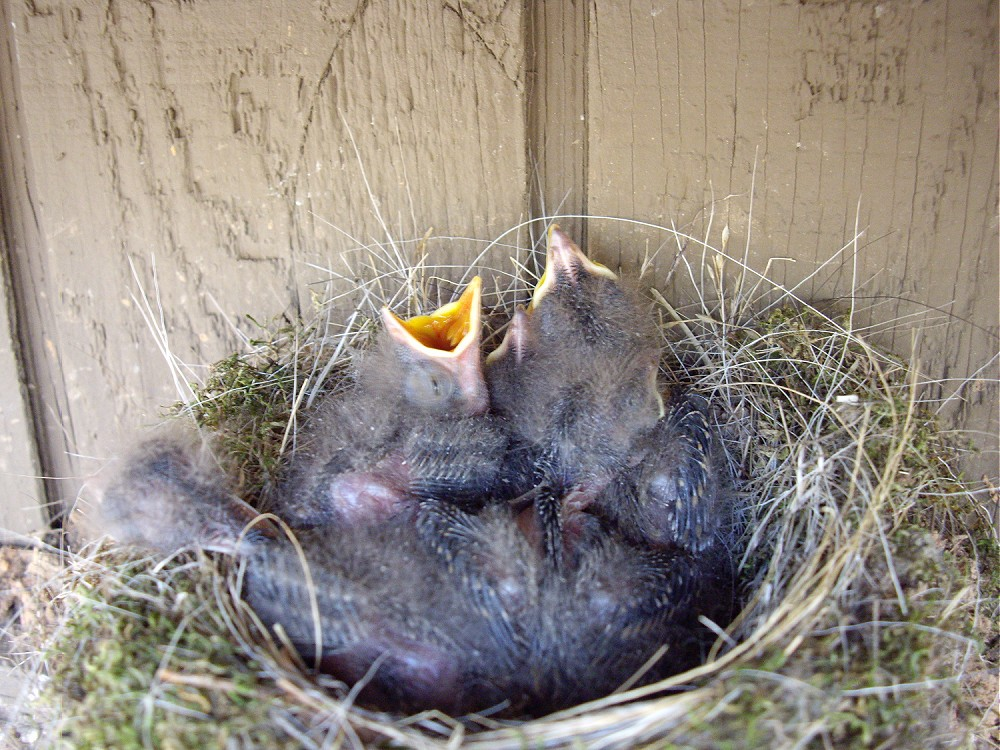
Polluelos en el nido
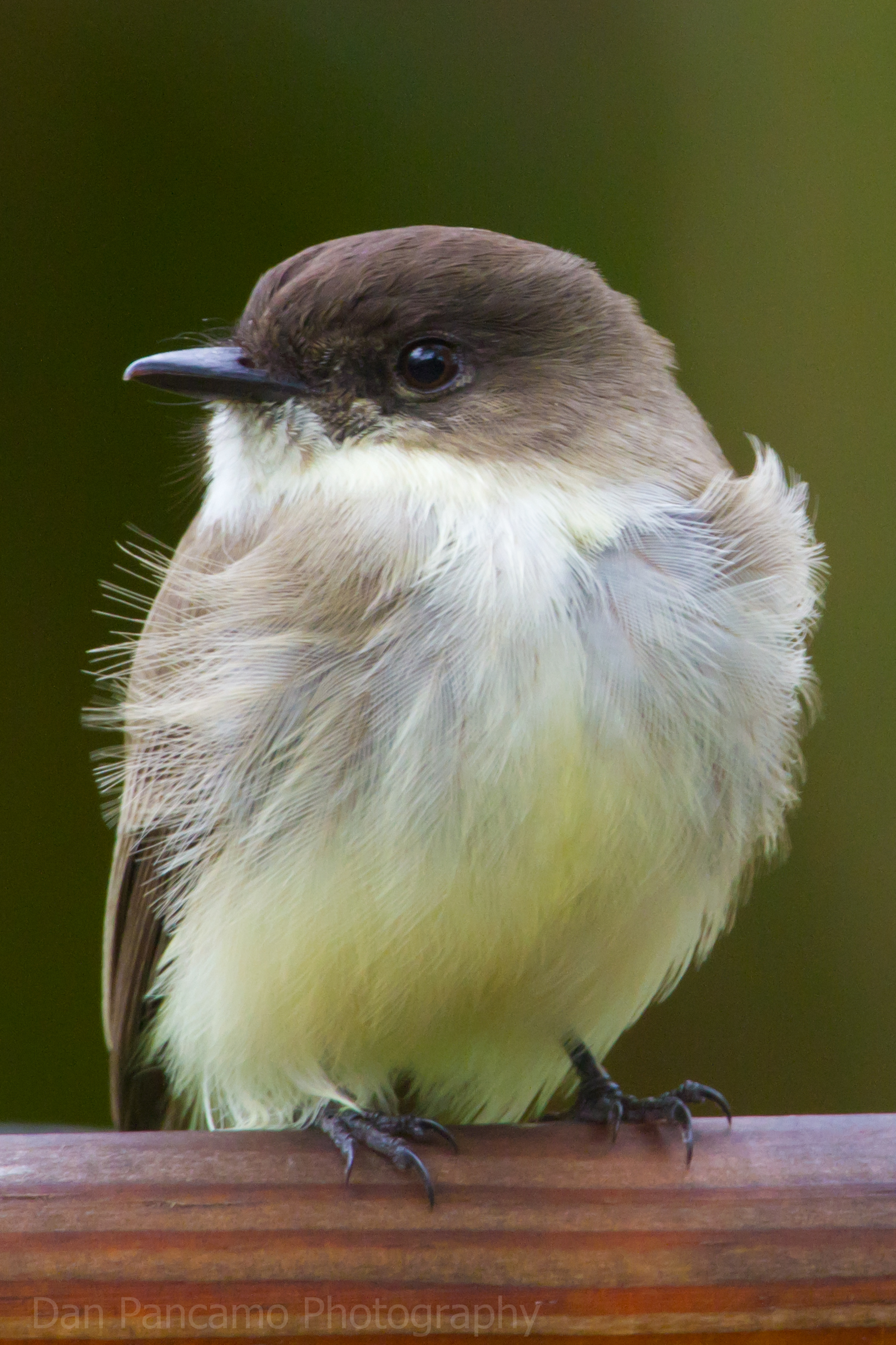
Vista frontal